# Rudolf Dombi
Dans le nom hongrois Dombi Rudolf, le nom de famille précède le prénom, mais cet article utilise l’ordre habituel en français Rudolf Dombi, où le prénom précède le nom.
Rudolf Dombi, né le 9 novembre 1986 à Budapest, est un kayakiste hongrois.
Aux Jeux olympiques d'été de 2012 à Londres, il est sacré champion olympique de kayak biplace 1 000 m avec Roland Kökény, devant les Portugais Fernando Pimenta et Emanuel Silva et les Allemands Martin Hollstein et Andreas Ihle.